# Crapautage

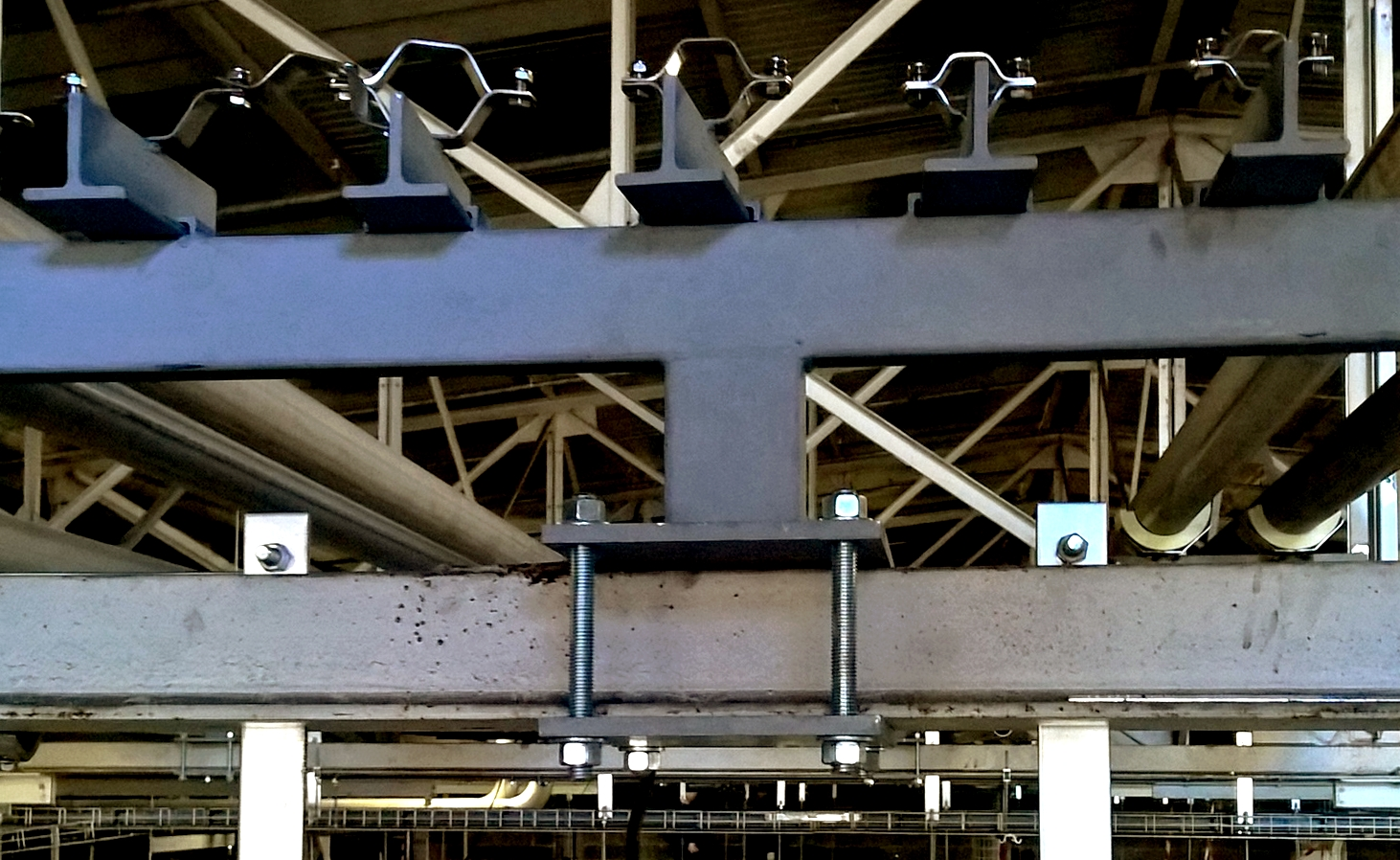
Crapautage d'un support de tuyauteries sur charpente métallique

Le crapautage est un assemblage par crapaud. Le crapaud est un élément métallique recourbé, qui permet de fixer des éléments par serrage en évitant tout perçage ou soudage du support. Par exemple, il est possible d'accrocher un chemin de câble ou une tuyauterie à une poutrelle ou une charpente métallique par crapautage, sans l'endommager.

## Intérêts
Le crapautage permet d'ancrer une pièce sur une autre ou deux charpentes entre elles. Il ne requiert pas de travail à chaud (permis de feu non nécessaire). Il ne nécessite pas de perçage et ne fragilise pas le support. L'opération est provisoire ou définitive. 

## Composants d'un crapaud de fixation
Le crapaud de fixation est l'ensemble composé d'un assemblage de crapauds, plaques de fixation, cales, boulons et rondelles, qui permettent d'enserrer l'aile de la structure profilée sans la percer.